# Syritta aenigmatopatria
Syritta aenigmatopatria är en tvåvingeart som beskrevs av Hardy 1964. Syritta aenigmatopatria ingår i släktet kompostblomflugor, och familjen blomflugor. Inga underarter finns listade i Catalogue of Life.